# James Bhola Lengarin
James Bhola Lengarin, I.M.C. (Maralal, 15 de abril de 1971) é um padre queniano da Igreja Católica, Superior-geral da Consolata para Missões Estrangeiras.

## Biografia
Ingressou na comunidade dos Missionários da Consolata, onde realizou os estudos filosóficos de 1990 a 1993 no Consolata Seminary Nairobi. Fez seu ano canônico de Noviciado em Sagana, no Quênia, onde realizou sua profissão religiosa no dia 6 de agosto de 1994.
De 1994 a 1997 estudou Teologia em Totteridge, no Reino Unido, e o mestrado em Missiologia na Pontifícia Universidade Gregoriana, em Roma. Foi ordenado sacerdote em 18 de julho de 1999. Seus primeiros anos de ministério, na Itália, foi animador missionário em Galatina e Martina Franca, vice formador e depois reitor do seminário de Bravetta, em Roma. Retornou ao Quênia, onde foi Mestre de Noviços em Mathari, diretor da Escola de Línguas, reitor do Santuário da Consolata e Administrador da Região Quênia.
No último Capítulo Geral, foi eleito vice-superior, cargo que exerceu de 2017 a 2023. Em 12 de junho de 2023, foi eleito como décimo Superior Geral da história dos Missionários da Consolata, cargo que ocupará até 2029.